# Montaiguët-en-Forez

Montaigu-le-Blin este o comună în departamentul Allier din centrul Franței. În 1 ianuarie 2022 avea o populație de 285 de locuitori.